# Штандарт (фрегат, 1999)
«Штанда́рт» (от нидерл. standaard — «знамя»; нем. Standarte, stanthart; фр. estendard) — действующая копия российского исторического фрегата «Штандарт» времен Петра I, построенная негосударственной некоммерческой организацией «Проект Штандарт».

## История создания
В 1992 году выпускник ЛКИ Владимир Мартусь с инициативной группой взялся за строительство исторической реплики корабля.
4 сентября 1999 года «Штандарт» был торжественно спущен на воду на верфи «Петровское Адмиралтейство».

## Устройство
Планировка «Штандарта», разработанная Мартусем, предполагает разделение корабля на две зоны: историческую и современную — выше пушечной палубы историческая достоверность была сохранена: штурвал и рулевое устройство, всё декоративное убранство, все мачты, шпили, пушки, трапы и люки были сделаны с максимально возможным приближением к историческим.

## Эксплуатация
Фрегат используется негосударственной некоммерческой организацией «Проект Штандарт».
Экипаж «Штандарта» составляют добровольцы, обученные и подготовленные перед началом каждого плавания.
В июне 2000 года «Штандарт» отправился в первое плавание по маршруту Великого посольства — тем городам и странам, которые посетил Пётр I, обучаясь корабельному ремеслу. На начало 2012 года фрегат «Штандарт» побывал в двенадцати плаваниях по Европе, посетил 54 порта в 12 странах Европы. В 2009 году «Штандарт» прошёл от Санкт-Петербурга до норвежского порта Киркенес, обогнув мыс Норд-Кап.
С 2005 по 2009 год неоднократно входил в акваторию Невы для участия в празднике «Алые паруса».
«Штандарт» активно принимает участие в международных морских регатах, фестивалях, киносъёмках.

## Юридические коллизии
1 апреля 1999 года «Штандарт» был зарегистрирован в судовой книге ГИМС МЧС РФ как «парусное судно в постройке», в 2004 году перерегистрирован как маломерное судно. «Штандарт» с 2000 года регулярно ходит в акваториях Балтийского, Северного, Норвежского и Баренцева морей.
29 мая 2007 года ГИМС МЧС России исключила судно «Штандарт» из судовой книги по причине его «несоответствия характеристикам маломерного судна».
Судовладелец, НП «Проект „Штандарт“», обжаловал решение ГИМС МЧС в суде, после чего в результате длительных разбирательств решение ГИМС было признано незаконным.
20 июня 2007 года «Штандарт» прошёл классификацию в Российском речном регистре с присвоением класса ЭО-Пр2.0 со следующими ограничениями для плавания в Балтийском море: Финский залив восточнее линии п. Ломоносов — о. Котлин — п. Зеленогорск и 10-мильная прибрежная зона от п. Зеленогорск до п. Выборг с мая по октябрь включительно.
20 июня 2007 года, на основании классификационного свидетельства Российского речного регистра, определившего «Штандарт» как судно внутреннего водного плавания класса ЭО-Пр2.0, «Штандарт» был зарегистрирован Северо-Западным управлением государственного морского и речного надзора в государственном реестре судов.
4 июля 2007 года парусно-моторное судно «Штандарт», оформив выход в заграничный рейс по действовавшему, но противозаконно аннулированному ГИМС МЧС России судовому билету, вышло из морского порта Санкт-Петербург в заграничный рейс в порты Балтийского и Северного морей. Использовав этот повод, 27 июля 2007 года Российский речной регистр аннулировал свидетельство о годности к плаванию судна «Штандарт», а 14 сентября запретил эксплуатацию судна, выставив требование судовладельцу предъявить судно инспекции Российского речного регистра в доке.
16 мая 2008 года приказом № 9-п Северо-Западного филиала Российского речного регистра судно «Штандарт» было снято с классификационного учёта. В связи с аннулированием Российским речным регистром классификационного свидетельства «Штандарту», как судну внутреннего водного плавания, 4 июня 2008 года на основании статьи 21 п. 1 Северо-Западное управление государственного морского и речного надзора (СЗ УГМиРН) приказом № 105 исключило «Штандарт» из государственного реестра, как плавсредство, «юридически утратившее свойства судна».
Постановлением арбитражного суда Санкт-Петербурга и Ленинградской области от 27 ноября 2008 года приказ об исключении судна «Штандарт» из государственного реестра был признан недействительным. Апелляционная и кассационная инстанции оставили постановление арбитражного суда Санкт-Петербурга и Ленинградской области от 27 ноября 2008 года в силе.
9 апреля 2009 года судно «Штандарт» было восстановлено в Государственном реестре.
В июне 2009 года «Штандарт» был предъявлен инспекторам Российского речного регистра в доке. В ходе докового осмотра инспекторами регистра был выявлен ряд «существенных» несоответствий установленным требованиям. Для восстановления судна на классификационном учёте Российский речной регистр 18 июня 2009 года предъявил судовладельцу требования об устранении до выхода в рейс всех имеющихся на «Штандарте» несоответствий правилам Регистра.
Судовладелец, некоммерческое партнёрство «Проект „Штандарт“», считая предъявленные требования в принципе невыполнимыми с учётом исторической конструкции судна, принял решение о прекращении эксплуатации судна в водах РФ до урегулирования вопросов российского законодательства по историческим и традиционным судам.
С 2009 года «Штандарт» осуществляет учебно-тренировочные плавания в водах европейских стран. Судно прошло проверку на соответствия нормам безопасности немецкой морской администрации BG Verkehr, имеет сертификат Голландского регистра исторических и парусных судов Register Holland.
15 июня 2010 года «Штандарт» обратился в Российский морской регистр с запросом о проведении освидетельствования судна как спортивного парусного по вновь утверждённым правилам .
По состоянию на 7 апреля 2012 года рассмотрение документов не завершено. «Штандарт» вынужден оставаться за пределами территориальных вод Российской Федерации.
20.07.2020 Фрегат «ШТАНДАРТ» получил полновесную государственную регистрацию как спортивное учебное судно, с экипажем 36 человек и районом плавания 2 (это означает 200 миль от порта-укрытия, и силу ветра до 28 м/с и волну до 7 метров).

## Съемки в кино
- 2007 — «Слуга государев»
- 2011 — «Записки экспедитора Тайной канцелярии»
- 2011 — «Новая Земля»
- 2015 — «Адмирал»
- 2015 — «Питер и Венди»
- 2016 — «22 ангела» (22 ángeles, Directed by Miguel Bardem, Испания)

## Галерея
- Штанда́рт
- Штанда́рт
- Палуба
- Матрос
- Штандарт
- Корма
- Бак
- Гальюнная фигура
- Нос
- Корма
- Гамак